# 氯酸钇
氯酸钇是一种无机化合物，化学式为Y(ClO3)3。它可在硫酸钇和氯酸钡的复分解反应中生成，反应生成的硫酸钡可以通过过滤出去。它的水合物是吸湿性的晶体，易溶于乙醇，微溶于乙醚。它的热分解生成碱式氯化钇、水、氧气和氯气。